# تشارلز غيليت
تشارلز غيليت (بالإنجليزية: Charles Gillette)‏ هو مهندس المناظر الطبيعية أمريكي، ولد في 1886 في شبوا فولز في الولايات المتحدة، وتوفي في 1969 في ريتشموند في الولايات المتحدة.